# Bas-Mauco
Bas-Mauco ist eine französische Gemeinde mit 402 Einwohnern (Stand 1. Januar 2022) im Département Landes in der Region Nouvelle-Aquitaine (vor 2016: Aquitanien). Sie gehört zum Arrondissement Mont-de-Marsan und zum Kanton Chalosse Tursan.
Der Name „Mauco“ lautet in der gascognischen Sprache Maucòr und bedeutet „übler Ort“.
Die Einwohner werden Bas-Mauciens und Bas-Mauciennes genannt.

## Geographie
Bas-Mauco liegt ca. 15 Kilometer südwestlich von Mont-de-Marsan in der Landschaft Chalosse der historischen Provinz Gascogne.
Umgeben wird Bas-Mauco von den Nachbargemeinden:
|        | Haut-Mauco                                  |         |
| Aurice | Kompassrose, die auf Nachbargemeinden zeigt | Benquet |
|        | Saint-Sever                                 |         |

Bas-Mauco liegt im Einzugsgebiet des Flusses Adour.
Nebenflüsse des Adour durchqueren das Gebiet der Gemeinde,
- der Ruisseau du Bos (im oberen Abschnitt auch noch Ruisseau de Saint-Christau genannt) und seine Zuflüsse,
  - der Ruisseau de Lagralote, und
  - der Ruisseau de Lacrauste.[4]

## Geschichte
Im 13. Jahrhundert lag das Dorf an einem der Jakobswege nach Santiago de Compostela. Es nannte sich Maucor, „übler Ort“, weil die Gefährlichkeit für die Pilger bekannt war. Am Beginn des 14. Jahrhunderts gehörte Mauco zur Grundherrenfamilie der Albrets, bevor das Dorf im Jahre 1556 der Sénéchaussée von Tartas angegliedert wurde und in der Folge zum Baronat erhoben wurde. Mauco konnte den Ereignissen nicht entgehen, die Frankreich erschütterten. Im Rahmen der Hugenottenkriege wurde die Pfarrkirche im 16. Jahrhundert vollständig von protestantischen Truppen zerstört. Im 17. Jahrhundert wurde die Gemeinde in die Auseinandersetzungen der Fronde hineingezogen. Trotz der geografischen Nähe zu größeren Gemeinden wie Saint-Sever oder Mont-de-Marsan blieb die Größe von Bas-Mauco vergleichsweise klein. 1767 wurden gerade einmal 16 Häuser gezählt bei einer Fläche von mehr als 1.000 Hektar. 1793 wurde die Gemeinde in zwei Teile, Bas-Mauco und Haut-Mauco, aufgeteilt.

### Einwohnerentwicklung
Bis zum ersten Jahrzehnt des 20. Jahrhunderts bewegte sich die Zahl der Einwohner zwischen 185 und rund 275. In der Folgezeit schrumpfte die Bevölkerung bei kurzen Erholungsphasen bis zu den 1960er Jahren auf ein Minimum von rund 115 Einwohnern, bevor eine teils kräftige Wachstumsphase einsetzte, die heute noch andauert.
| Jahr      | 1962 | 1968 | 1975 | 1982 | 1990 | 1999 | 2006 | 2010 | 2022 |
| --------- | ---- | ---- | ---- | ---- | ---- | ---- | ---- | ---- | ---- |
| Einwohner | 151  | 116  | 129  | 160  | 242  | 277  | 303  | 319  | 402  |

## Sehenswürdigkeiten
- Schloss Lacrauste. Der Weiler Lacroste oder Lacrauste befindet sich an der Grenze zwischen Bas-Mauco und Haut-Mauco und wurde per Verordnung vom 19. Dezember 1827 der Gemeinde Bas-Mauco angegliedert. In diesem Viertel steht das Schloss am Ende einer Eichenallee. Das Gebäude besteht aus einem lang gestreckten zweigeschossigen Wohntrakt, der von einem Pavillon mit drei Etagen flankiert wird. Die oberen Stockwerke sind mit einem Anstrich versehen, der sich vom Rest der Fassade abhebt und Holzbalken imitiert. Dieser ehemalige Grundherrensitz gehörte seinerzeit der Adelsfamilie de Cadpeville. Das Schloss ist in Privatbesitz und für die Öffentlichkeit nicht zugänglich.[7]

- Ehrenmal für die Gefallenen. Das neue Zentrum der Gemeinde wurde 1989 geschaffen, und der damalige Bürgermeister beauftragte den Bau dieses Ehrenmals im Jahre 1993. Es wurde vom Bildhauer Christophe Doucet in Zusammenarbeit mit der Stahlbaufirma Feugas geschaffen. Der Titel des Werkes lautet „Lame“ (deutsch Klinge). Wie eine riesige Dolchklinge steckt ihre Spitze im Boden. Auf ihr ist eine Tafel mit den Namen der gefallenen Soldaten angebracht. Ihre karminrote Farbe symbolisiert das Blut, das vergossen wurde, während das Symbol des Dolches auf die Gewalt des Krieges hinweist. Bei regnerischem Wetter verändert das Wasser den Farbton auf überraschende Weise.[8]

## Wirtschaft und Infrastruktur
Schwerpunkte der Landwirtschaft sind der Anbau von Raps und die Aufzucht von Gänsen.

Logo des Jakobswegs

### Sport und Freizeit
Der Fernwanderweg GR 654 von Namur in Belgien über Vézelay nach Saint-Jean-Pied-de-Port durchquert das Gebiet der Gemeinde. Er folgt der Via Lemovicensis, einem der vier Jakobswege in Frankreich.

### Verkehr
Bas-Mauco ist erreichbar über die Routes départementales 365, 933 und 933S, der ehemaligen Route nationale 133.